# تاریخچه کوتاه زوال
تاریخچه کوتاه زوال (به انگلیسی: A Short History of Decay) فیلمی محصول سال ۲۰۱۳ و به کارگردانی مایکل مارن است. در این فیلم بازیگرانی همچون برایان گرینبرگ، لیندا لوین، امانوئل شریکی، هریس یولین، کتلین رز پرکینز و بنجامین کینگ ایفای نقش کرده‌اند.